# 張博勝
張博勝（1987年2月2日—）是臺灣男子籃球運動員，主打後衛位置，生涯長期效力於超級籃球聯賽（SBL）臺灣銀行，最後效力於P. LEAGUE+台鋼獵鷹。
2018年以31歲的年紀首度入選中華男籃培訓名單。
2023年8月1日，張博勝加盟T1聯盟臺南台鋼獵鷹。

## 外部連結
- 張博勝在fiba.basketball（英语）
- 張博勝在P. LEAGUE+官網
- 張博勝在Eurobasket.com（球員）（英语）
- 張博勝在RealGM（英语）
- 張博勝在Flashscore（英语）